# Marco Branca
Marco Branca (n. Grosseto, Italia, 6 de enero de 1965) es un exfutbolista italiano. Se desempeñaba en la posición de delantero y militó en diversos clubes de Italia, Inglaterra y Suiza.

## Selección nacional
Si bien no fue internacional con la selección de fútbol de Italia, Branca participó con la selección italiana, en los Juegos Olímpicos Atlanta 1996, donde jugó 3 partidos y anotó 4 goles y curiosamente, los 4 goles que marcó, los hizo precisamente en esa cita olímpica.

### Participaciones en Juegos Olímpicos
| Mundial                       | Sede           | Resultado      |
| ----------------------------- | -------------- | -------------- |
| Juegos Olímpicos Atlanta 1996 | Estados Unidos | Fase de grupos |

## Clubes
| Club          | País       | Año         |
| ------------- | ---------- | ----------- |
| Grosseto      | Italia     | 1981 - 1982 |
| Cagliari      | Italia     | 1982 - 1986 |
| Udinese       | Italia     | 1986 - 1987 |
| Sampdoria     | Italia     | 1987 - 1988 |
| Udinese       | Italia     | 1988 - 1990 |
| Sampdoria     | Italia     | 1990 - 1991 |
| Fiorentina    | Italia     | 1991 - 1992 |
| Udinese       | Italia     | 1992 - 1994 |
| Parma         | Italia     | 1994 - 1995 |
| Roma          | Italia     | 1995 - 1996 |
| Inter Milán   | Italia     | 1996 - 1998 |
| Middlesbrough | Inglaterra | 1998 - 1999 |
| Lucerna       | Suiza      | 1999 - 2000 |
| Monza         | Italia     | 2000 - 2001 |